# Переход лифляндских крестьян в православие

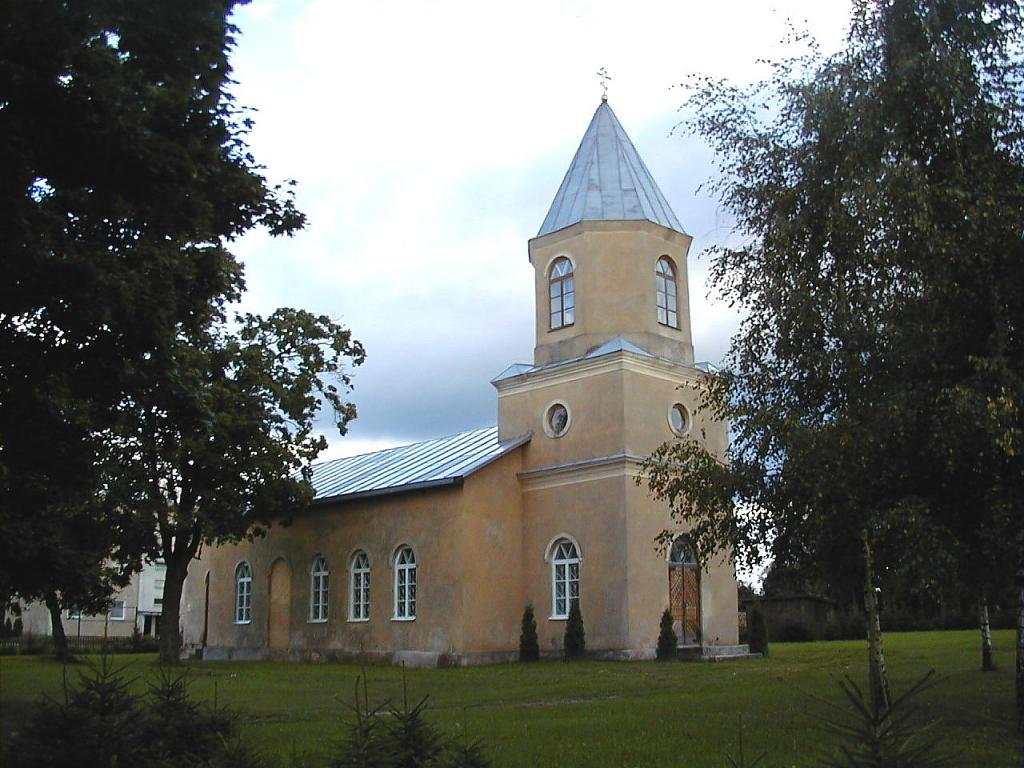
Православная церковь в Ляудоне (Мадонский край)

Переход лифляндских крестьян в православие (латыш. Vidzemes zemnieku pāriešana pareizticībā) — переход латышских и эстонских крестьян Лифляндской губернии из лютеранства в православие, происходившее главным образом в период с 1845 по 1880 год.
Переход был вызван агитацией русских православных священников и борьбой лютеранских пасторов с братскими общинами. В 1846 году в Лифляндской губернии в православие перешли 32 803 крестьянина (было создано 18 латышских и 16 эстонских приходов), в 1847 году — 54 582, в 1848 году — 8757, в 1879 году — только 2355 крестьян, число православных в губернии достигло 12 %. Наибольшая доля православных верующих была в приходах Берзаунес (62 %), Яунпилса (61,7 %), Нитаурес (51,6 %) и Лаздонас (50,5 %).
После провозглашения свободы вероисповедания в 1905 году около 12 тысяч латышей вернулись в лютеранство.

## История

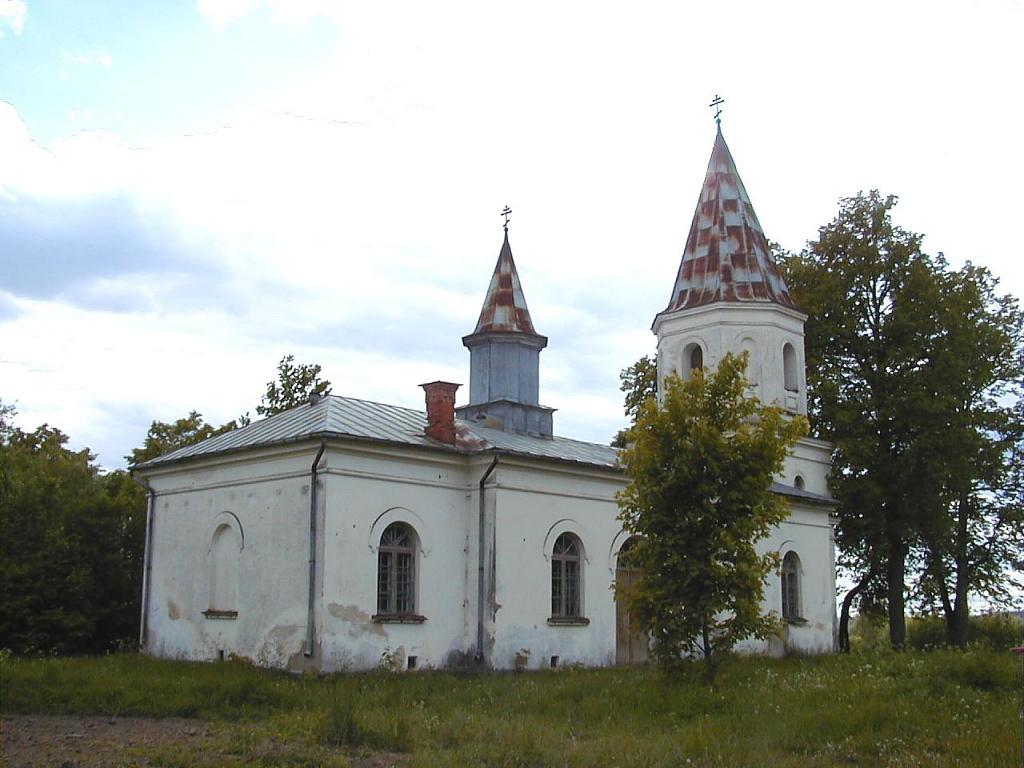
Православный храм в Адеркаши, Огрский край (1867)

В марте 1848 года балтийский генерал-губернатор Александр Суворов издал указ, запрещающий дворянам выселять православных помещиков из домов. Обращение в православие не оттолкнуло латышей разных вероисповеданий, и было заключено много браков между лютеранами и православными. Поскольку такие браки можно было заключать только в православной церкви с обещанием крестить детей в православии, многие пары решили жить в гражданском браке и крестить своих детей в лютеранстве. В 1864 году Лифляндский ландтаг по предложению Лифляндского лютеранского церковного синода и частных лиц решил «от имени всей провинции и лифляндского крестьянства» просить российского императора Александра II освободить жителей провинции от этих религиозных ограничений. Когда это не удалось, Отто фон Бисмарк, премьер-министр Королевства Пруссия, вызвал в 1865 году российского посла в Берлине Убрюля и выразил свою озабоченность преследованием протестантов в прибалтийских провинциях. Хотя российское правительство обвинило Бисмарка во вмешательстве во внутренние дела России, секретным распоряжением было прекращено требование письменных обещаний молодожёнов из религиозно-смешанных браков крестить своих детей в православии. Однако архиепископ Рижский и Митавский Платон (Городецкий) добился того, что в 1866 году приходы Эстляндской губернии были присоединены к Рижской епархии, и преследовал 93 лютеранских пастора, которые принимали в свои общины перебежчиков из православных приходов.
Проблемы веры в Прибалтике широко обсуждались в немецкой прессе, и в июле 1871 года делегация Всемирного евангелического альянса во Фридрихсхафене обратилась к императору Александру II с просьбой содействовать религиозной терпимости. На обратном пути из Германии император попросил архиепископа Рижского Вениамина, назначенного в 1870 году, встретить его на Двинском вокзале, где он приказал прекратить войны за веру в Прибалтике. Однако в январе 1899 года Рижский суд рассмотрел дело лютеранского пастора Робертиса Ауниньша, который обвинялся по статье 1576 за брак православного с лютеранином. Суд признал пастора виновным и оштрафовал его на 50 рублей.

## Строительство школ и церквей
Святейший Синод Русской православной церкви уделял большое внимание строительству церквей и духовных школ, на которые во второй половине XIX века было пожертвовано более 3,2 миллиона рублей. В этот период архитектор Лифляндской губернии Янис-Фридрихс Бауманис разработал планы около 20 православных церквей, а новые каменные церкви были построены в Риге, Кокнесе, близ Даугавпилса, Алуксне и т. д. Согласно переписи 1897 года, 33,6 % латвийских православных или 56 003 человека, были латышами. В трех прибалтийских губерниях было 236 православных церквей и 488 церковно-приходских школ, 371 в Лифляндской губернии, 46 в Курляндской и 71 в Эстляндской.